# Boris Mbala
Eugene Kevin Boris Mbala (Yaoundé, 19 gennaio 1996) è un cestista camerunese con cittadinanza svizzera.

## Palmarès

### Club
- Campionato svizzero: 6

Fribourg Olympic: 2015-16, 2017-18, 2020-21, 2021-22, 2022-23
Lions de Genève: 2024-25
- Coppa di Svizzera: 6

Fribourg Olympic: 2016, 2018, 2022, 2023
Lions de Genève: 2025
- Coppa di Lega Svizzera: 1

Fribourg Olympic: 2022
- Supercoppa di Svizzera: 2

Fribourg Olympic: 2021, 2022

### Individuali
- MVP Coppa di Svizzera: 2

2023, 2025